# X6suke

x6suke(페케로쿠스케, 1978년 ~ , 남성)은 일본의 삽화가이다.

## 참여 작품

### 소설 표지・삽화
- 광란가족일기 (아키라/저 패미통 문고)
- 쿠루쿠루리얼 (하네다 나오코/저 MF 문고 J)
- 마계 요메! (아치 다로/저 MF 문고 J)
- 오늘도 오카리나를 불 예정은 없다 (하라다 겐고로/저 가가가문고)

### 만화
- 네쿠로와 필리아 (계간 GELATIN 2010년 가을 연재)